# 12412-es tervszámú korvett
A 12412 tervszámú hajó (előfordul még 1241.2 jelzéssel is, szovjet kódneve: Molnyija–2, NATO-kódja: Pauk-class) a Szovjetunióban tervezett és épített korvett, melyet elsősorban őrhajóként és tengeralattjáró-elhárító feladatkörben alkalmaztak a parti vizek ellenőrzésére. Az 1241 típusú (Tarantul class) rakétás korvetten alapul. A szovjet-orosz terminológia szerint kis tengeralattjáró-elhárító hajóként ismert. A Szovjetunión kívül néhány vele szövetséges, vagy baráti országban is hadrendbe állították.

## Története
A 204 típusú tengeralattjáró-elhárító korvett utódaként, annak leváltására fejlesztették ki az 1241 típusú rakétás korvett alapján az 1970-es évek második felében a leningrádi Almaz tervezőirodában. A hajótest az 1241-es típus meghosszabbított változata. A felépítmény két oldaláról elhagyták a rakétaindító konténereket, helyükre torpedóindító csövek kerültek, valamint a gázturbinás meghajtást dízelmotorra cserélték. Két fő változatban, őrhajóként és tengeralattjáró-elhárító hajóként gyártották. A hajók építése a Vlagyivosztoki Hajógyárban 1976-ban, 1976-ban a Volga partján fekvő Jaroszlavli Hajógyárban 1977-ben kezdődött el. Az első elkészült 12412-es korvettet 1979 januárjában bocsátották vízre Jaroszlavlaban, majd tavasszal belső vízi utakon a Balti-tengerre szállították, ahol a hajóval végrehajtották a tengeri próbautakat. Az első hajót 1980-ban állították szolgálatba a KGB Határőr Csapatainak parti őrségénél MPK-140 jelzéssel. A hajók gyártását az 1990-es évek elején szüntették be. Addig a Jaroszlavlaban 27 darabot, Vlagyivosztokaban 9 darabot építettek. A hajók többségét a Szovjet Haditengerészet, kisebb részét a KGB Határőr Csapatainak parti őrsége állította szolgálatba. Bulgáriába kettő, Indiába négy, Kubába egy darabot exportáltak, ezek 12412ME típusú exportváltozatok.